# توپکاپی (بسنی)
توپکاپی (به ترکی استانبولی: Topkapı) یک منطقهٔ مسکونی در ترکیه است که در بسنی واقع شده‌است.